# ميغان بيفيريدغ
ميغان بيفيريدغ (بالإنجليزية: Megan Beveridge)‏ هي جندية بريطانية، ولدت في عقد 1990.